# 유영찬
유영찬(劉泳澯, 1997년 3월 7일~)은 대한민국의 야구 선수로 KBO 리그 LG 트윈스 소속 투수로 활동하고 있다.

## 프로 선수 경력
2020년에 LG 트윈스에 입단하여 프로 선수 경력을 시작했다. 2023년 4월 1일 kt 위즈와의 경기에 구원 등판하며 데뷔 첫 경기를 치렀고, 경기에서 1이닝 무실점을 기록했다.

## 출신 학교
- 경기 덕성초등학교 (안산리틀)
- 배명중학교
- 배명고등학교
- 건국대학교